# Salling (warenhuis)

Salling is een Deense winkelketen die twee warenhuizen exploiteert in de Deense steden Aarhus en Aalborg . Het bedrijf is in 1906 opgericht door Ferdinand Salling en heette destijds F. Salling Stormagasin A/S.
Sinds januari 2014 is het bedrijf eigendom van Dansk Supermarked A/S, dat op zijn beurt voor 81% eigendom was van F. Salling Invest A/S en F.Salling Holding A/S (bekend als de Salling Companies) en 19% eigendom was van  A.P. Moller-Maersk Group .